# Курода, Нагамити
Нагамити Курода (яп. 黒田 長礼 Курода Нагамити, 24 ноября 1889 — 16 апреля 1978) — японский учёный, автор статей и академических публикаций о птицах.

## Биография
Нагамити Курода — потомок даймё княжества Фукуока, которое было основано в 1600 году Куродой Нагамасой. Нагамити Курода был главой рода в 14-м поколении от его основателя. Уже в детстве его любимым делом были наблюдения за птицами. Во владении его семьи был большой водоём, где ежегодно собрались тысячи диких уток.
Нагамити Курода получил образование в университете Гакусюин и в течение времени обучения дополнительно специализировался в зоологии в Императорском Токийском университете (ныне Токийский университет). В 1916 году он отправился в путешествие в Корею, где он приобрёл, вероятно, один из последних экземпляров в настоящее время, по-видимому, вымершего вида — хохлатой пеганки. В 1917 году он опубликовал первоописание этой редчайшей птицы. В последующий период Курода совершил многочисленные поездки на острова Огасавара, острова Дайто (Минамидайто, Китадайто и Окидайто) и острова Рюкю, где исследовал орнитофауну. В 1922 году он описал качурку Матсудайра (Oceanodroma matsudairae). В 1924 году по своим исследованиям на островах Рюкю Курода защитил докторскую диссертацию. После смерти своего отца в 1939 году он унаследовал родовое имение и был удостоен дворянского звания кадзоку (аналогично званию пэра в Англии). С 1947 по 1963 год Курода был президентом Японского орнитологического общества.

Нагамити Курода (слева) со своим сыном-орнитологом, 27 февраля 1959

Курода был одним из самых известных орнитологов Японии в XX веке. Он является автором многочисленных научных статей по птицам и млекопитающим, опубликованных в престижных международных журналах, например таких как Bulletin of the British Ornithologists' Club (Бюллетень Клуба британских орнитологов). Его важнейшие труды включают двухтомник по птицам острова Ява (1933—1936), книгу по певчим воробьиным (1933) и монографию по попугаям мировой фауны (1975).
Его сын Нагахиса Курода (1916—2009) был также известным орнитологом.

## Избранные сочинения
- Passeres (1933)
- Birds of the Island of Java (2 Volumes, 1933—1936)
- Parrots of the World in Life Colours (1975)
- Kuroda, N. 1953. On the skeletons of Puffinus nativitatus and Pagodroma nivea. // Tori 13: 50-67. Kuroda, N. 1983. Some osteological notes on Procellariiformes. Tori 32:41-61.